# Tanambogo
Tanambogo è una piccola isoletta nella provincia Centrale delle Isole Salomone. Fa parte dell'arcipelago delle isole Florida.
Come la vicina isola di Gavutu, Tanambogo rivestì un ruolo importante nella Campagna di Guadalcanal, durante la Seconda guerra mondiale. Nel 1942 i Giapponesi cercarono di stabilire una base per idrovolanti sull'isola. Tra il 7 e il 9 agosto nella battaglia di Tulagi e Gavutu-Tanambogo i soldati del II reggimento dei marines statunitensi assaltarono e occuparono l'isola.